# (6168) Isnello
(6168) Isnello ist ein Asteroid des Hauptgürtels, der am 5. März 1981 vom belgischen Astronomen Henri Debehogne und seinem italienischen Kollegen Giovanni de Sanctis am La-Silla-Observatorium (IAU-Code 809) der Europäischen Südsternwarte in Chile entdeckt wurde.
Der Himmelskörper wurde am 2. Dezember 2009 nach der sizilianischen Stadt Isnello in den Monti Madonie benannt, die für ihre Stickereien berühmt war und sich jetzt durch die Verwirklichung des Parco Astronomico delle Madonie zu einem bedeutenden Zentrum der Astronomie entwickelt.